# Psilocladia diaereta
Psilocladia diaereta là một loài bướm đêm trong họ Geometridae.